# Hacıyakup, Gölyaka
Hacıyakup là một xã thuộc huyện Gölyaka, tỉnh Düzce, Thổ Nhĩ Kỳ. Dân số thời điểm năm 2010 là 1.638 người.